# Franz von Oppersdorff

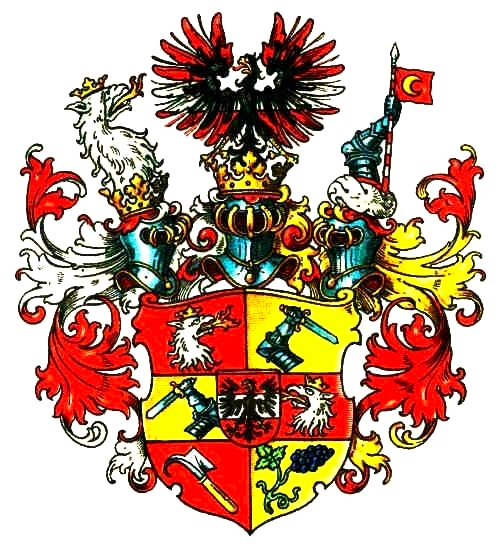
Escudo de armas de la familia Oppersdorf (Año 1626), quien encargase a Beethoven componer las sinfonías Cuarta y Quinta.

Franz von Oppersdorf (1778-1818) fue un conde, gran amante de la música. Encargó a Beethoven sus Sinfonías Cuarta y Quinta.

## Biografía
Tenía su estado en Ober-Glogau, Silesia del Norte y mantenía su propia orquesta. Uno de sus vecinos era el gran patrón de Beethoven el príncipe Lichnowsky, cuyas propiedades estaban en Grätz, cerca de Troppau. En otoño de 1806 —un tenso año para Beethoven—, marcado en la primavera por el retiro de su ópera Leonore (la futura Fidelio) después de su evidente fracaso, y en el verano por su deteriorada relación con su hermano Caspar Carl que se casó en mayo y cuyo hijo Karl nació en septiembre— Lichnowsky persuadió a Beethoven a acompañarlo a Grätz para lograr algo de descanso y paz.
Cuando ambos visitaron al conde Oppersdorff, su orquesta ejecutó la Segunda Sinfonía con su aprobación. Tras ello, Oppersdorff encargó a Beethoven una nueva sinfonía —la Cuarta— que el compositor terminó en octubre, vendiendo la partitura en 500 florines para su uso privado por seis meses. Fue publicada dos años más tarde con una dedicatoria a Oppersdorff.
En febrero de 1807 el conde pagó otros 500 florines por la Cuarta Sinfonía; y en junio, evidentemente complacido con la obra, encargó la Quinta por otros 500 florines para su uso por seis meses dándole 200 florines inicialmente. Beethoven terminó la Quinta Sinfonía en 1808, dando la partitura a Oppersdorff en noviembre para recibir el pago final —aunque la dedicatoria fue al conde Andrey Razumovsky y al príncipe Joseph Franz von Lobkowitz—. No hay registro de que el conde Oppersdorff encargase más obras a Beethoven.
- Datos: Q8962717